# HMS Orion (1879)
Pour les autres navires du même nom, voir HMS Orion.
Le HMS Orion est une corvette cuirassée de la classe Belleisle (en) de la Royal Navy.

## Description
Le navire est construit à l'origine pour l'Empire ottoman sous contrat, conçu par l'architecte naval ottoman Ahmed Pacha sous le npm de Bourdjou-Zaffer. Il est construit par Frères Samuda à Cubitt Town. Cependant, en 1878, il est acheté par le gouvernement britannique alors qu'il est encore en construction, en réaction à la guerre russo-turque.
Son sister-ship, le HMS Belleisle, qui est achetée en même temps dans un état essentiellement complet, est modifié de manière à s'adapter, dans la mesure du possible, au design contemporain de la Royal Navy. L’Orion, étant moins avancé dans la construction au moment de son achat, est finalement achevé dans le même sens.
Sa conception originale prévoyait quatre fusils à chargement par la bouche de 10 pouces (254 mm) dans une batterie de boîtes située au centre, mais ce plan fut mis à niveau vers quatre canons de 12 pouces (305 mm) lors de sa construction. L’Orion et Le Belleisle furent les seuls navires britanniques à avoir monté une artillerie de calibre 12 pouces (305 mm) déployée pour tirer uniquement sur le flanc. Il était possible, grâce à la disposition d'embrasures appropriées dans la batterie, d'amener au moins un canon à porter à n'importe quel angle ; les partisans du système d'armement à tourelle soulignent que dans le système de tourelle, deux, voire quatre canons pourraient être amenés à porter sur la même cible.

## Histoire
Il est mis en service dans la Mediterranean Fleet le 24 juin 1878. Il est présent dans la guerre anglo-égyptienne en 1882. Après un radoub dans la réserve de Malte en 1883, il est remis en service en 1885.
En 1888, un incident se produit qui aurait pu être une catastrophe avec le HMS Temeraire. L'escadron est alors en formation serrée, en mer avec le Temeraire comme dernier navire de la colonne tribord et l’Orion comme avant-dernier navire de la colonne bâbord, ce qui, avec deux aussières entre les colonnes, l'amène à être à quatre points de la proue bâbord du premier sur une courte distance de manœuvre. Les deux navires reçoivent l'ordre de changer de position. Selon les instructions du livre de signalisation utilisé à l'époque, ces mouvements doivent respecter les règles de circulation en se déplaçant de port en port. Mais en raison de la situation qui prévaut, les moteurs de l’Orion doivent être arrêtés lors du virage à tribord. Lorsque le signal du vaisseau amiral retentit, l'officier de quart de l’Orion maintient ses moteurs en marche, laissant peu de place pour éviter une collision à pleine vitesse. Heureusement, l'officier de quart du Temraire voit le danger imminent et donne immédiatement l'ordre de se diriger vers l’Orion au lieu de s'en détourner. Lorsque le bélier de l’Orion heurte le Temeraire à côté de la salle des machines et sous la ceinture de blindage, la poupe du Temeraire s'en éloigne déjà, ce qui déchire la peau extérieure du navire et inonde un compartiment de l'aile.
L’Orion sert de garde à Singapour jusqu'en 1890, quand il est rétrogradé dans la réserve de deuxième classe à Malte. Après remise en état et réparation, il reste dans la réserve du chantier naval de Chatham jusqu'à ce qu'il soit déclaré non efficace en janvier 1902. Trois mois plus tard, en avril 1902, il devient un navire-dépôt à Malte pour les torpilleurs, le capitaine Charles Madden (en) aux commandes. En 1909, il est converti en navire-magasin à Devonport sous le nom d’Orontes jusqu'à sa vente en 1913.